# Alexander Molz
Alexander Molz (* 23. August 1995 in Leverkusen) ist ein deutscher Laiendarsteller.

## Leben & Karriere
Molz war in Spanien als Bühnenanimateur tätig. Von April 2016 (Folge 822) bis Ende Februar 2020 (Folge 1807) gehörte er zum Hauptcast der von RTL II ausgestrahlten Reality-Seifenoper Köln 50667, wo er in der Rolle des Sunnyboys Pablo „Chico“ Alvarez besetzt war.
Im August 2020 nahm Molz an der Realityshow Like Me – I’m Famous teil und erreichte den dritten Platz.
Neben seiner Tätigkeit als Schauspieler betreibt Alexander Molz Kraftsport.

## Filmografie
- 2016–2023: Köln 50667 (Fernsehserie)
- 2020: Like Me – I’m Famous (Reality-Show)